# Колеж (ТУ, Варна)
Техническият колеж към Техническия университет във Варна е основан през 1988 г. като Полувисш институт по химическа промишленост и машиностроене.
През 1997 г. е преобразуван в колеж в структурата на ТУ, Варна.
Колежът обучава студенти по специалностите: „Автоматика, информационна и управляваща техника“ (АИУТ) и „Транспортна техника и технологии“ (ТТТ). Курсът на обучение в Колежа е 3 години за редовно обучение и 3,5 години за задочно обучение по държавна поръчка.